# Phyllanthus kouaouaensis
Phyllanthus kouaouaensis är en emblikaväxtart som beskrevs av Maurice Schmid. Phyllanthus kouaouaensis ingår i släktet Phyllanthus och familjen emblikaväxter. Inga underarter finns listade i Catalogue of Life.